# Ламане
Ла́мане — село в Україні, у Глобинській міській громаді Кременчуцького району Полтавської області. Населення на 2001 рік становило 295 осіб. До 2020 орган місцевого самоврядування — Манжеліївська сільська рада. Окрім Ламаного, сільській раді були підпорядковані населені пункти: с. Манжелія та с. Вітки.

## Географія

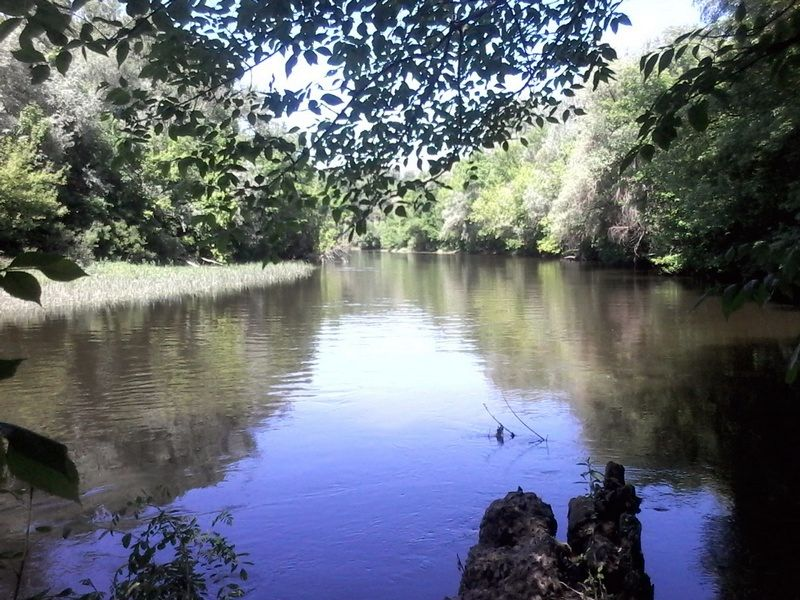
Псел біля села

Село Ламане знаходиться на правому березі річки Псел, вище за течією за 2 км розташоване село Манжелія, нижче за течією за 3 км розташоване село Гуньки Кременчуцького району, на протилежному березі — село Книшівка Козельщинського району. Річка в цьому місці звивиста, утворює лимани та заболочені озера.
На південь від села (нижче за течією) розташована Головлева круча — геологічна пам'ятка природи місцевого значення.

## Історія
Засноване за володіння цими землями 1743–1757 миргородського полковника Василя Петровича Капніста. Він дозволив селитися вихідцям із інших сіл.
У Національній книзі пам'яті жертв Голодомору 1932—1933 років в Україні вказано, що 700 жителів села загинули від голоду.
12 червня 2020 року, відповідно до розпорядження Кабінету Міністрів України № 721-р «Про визначення адміністративних центрів та затвердження територій територіальних громад Полтавської області», село увійшло до складу Глобинської міської громади.
19 липня 2020 року, в результаті адміністративно - територіальної реформи та ліквідації Глобинського району, село увійшло до складу новоутвореного Кременчуцького району.

## Населення

### Мова
Розподіл населення за рідною мовою за даними перепису 2001 року:
| Мова            | Кількість | Відсоток |
| --------------- | --------- | -------- |
| українська      | 267       | 90.51%   |
| російська       | 27        | 9.15%    |
| інші/не вказали | 1         | 0.34%    |
| Усього          | 295       | 100%     |

## Відомі люди
- Скирда (Скирта) Григорій Феодосійович (? - 23.12.1920. с. Ламане) - Кременчуцький військовий комісар (1919), український повстанський отаман, гетьман Лівобережної України (1920)

## Див. також

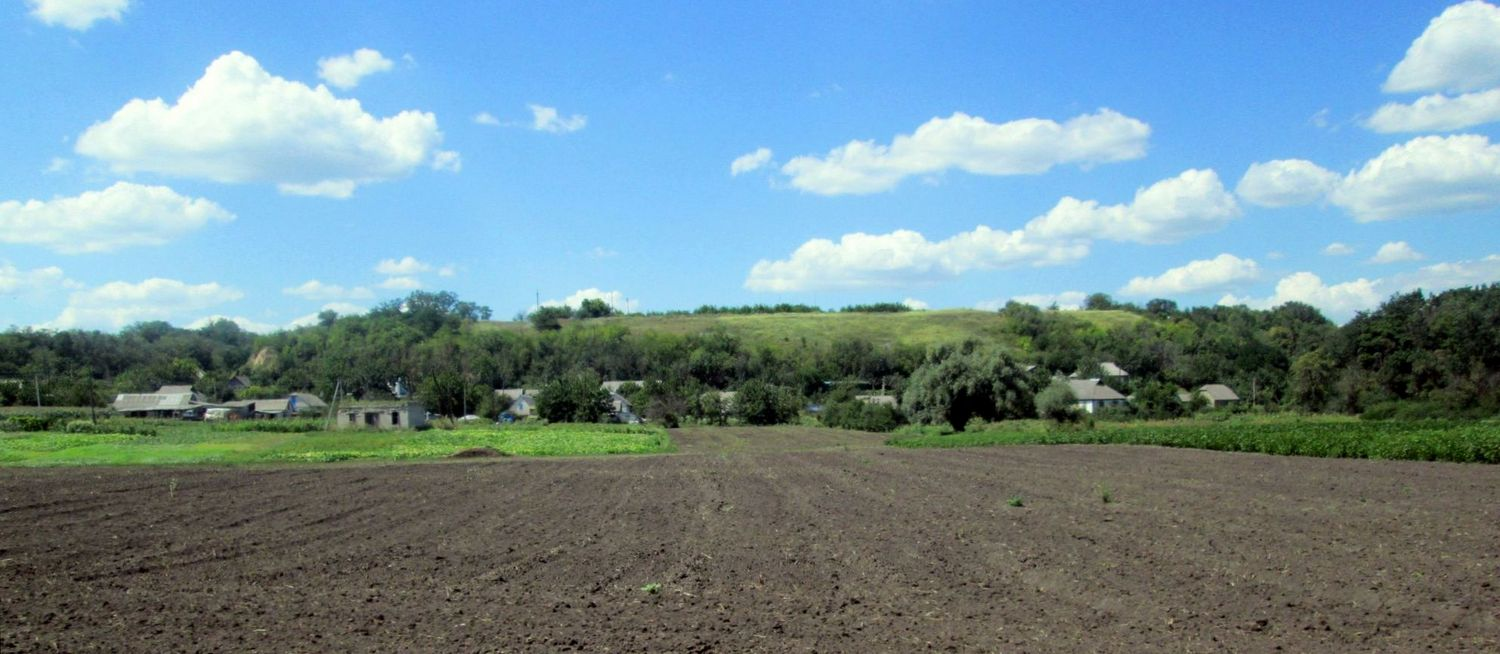
Панорама села
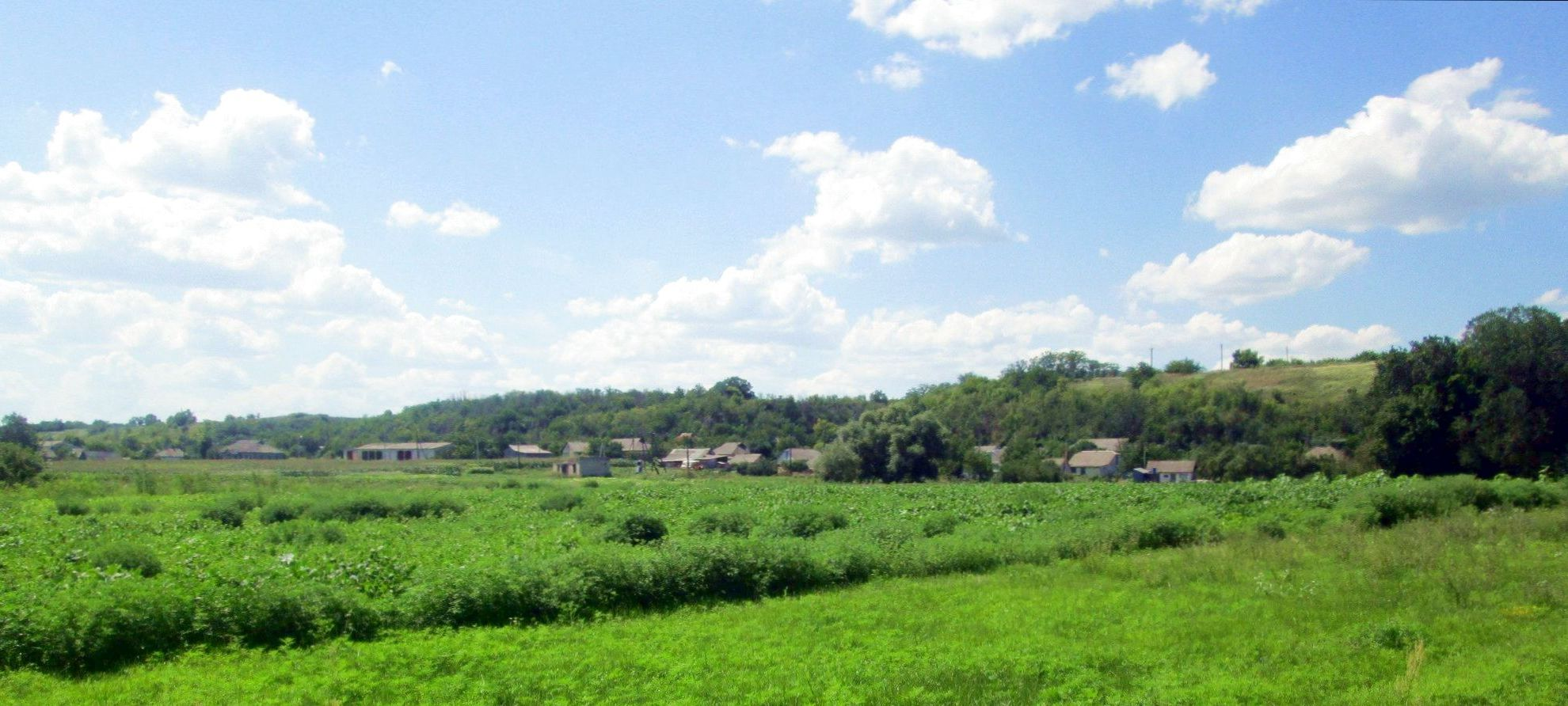
Панорама села
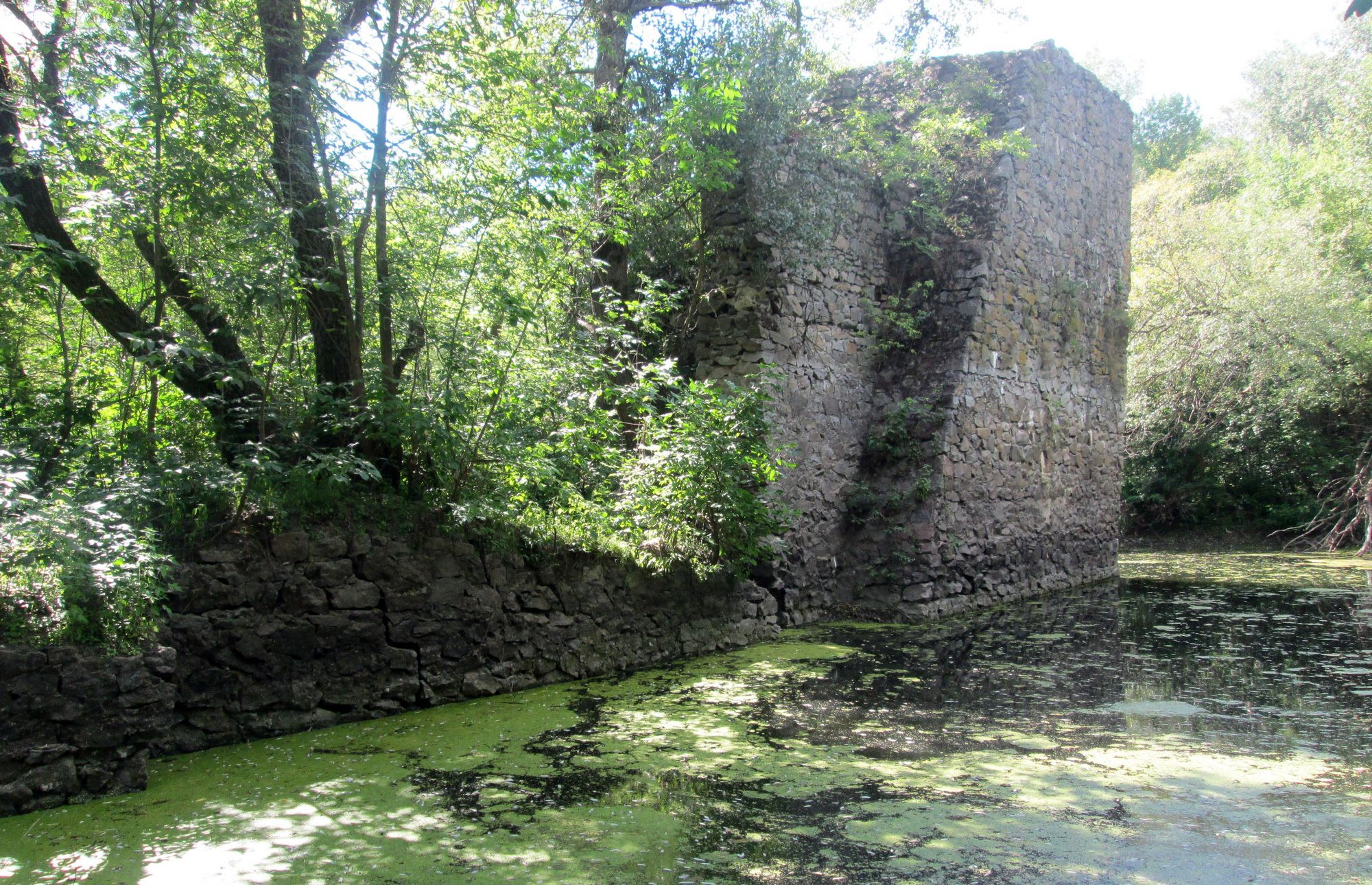
Рештки опори залізничного мосту 1910-20 рр. через р. Псел